# Charme (magie)
Pour les articles homonymes, voir Charme (homonymie).
Un charme est, en magie, soit, au sens étroit, un chant magique, soit, au sens large, un sortilège.

## Le charme comme chant magique
Le mot « charme » a pour étymologie le mot latin carmen, qui signifie chant. Il a pour synonyme « incantation ». Le charme peut être aussi une formule, une incantation, dans la mesure où la formule magique a un côté chanté ou psalmodié, par ses répétitions, allitérations, assonances, onomatopées, cris, murmures.
Dans Homère, la magicienne Circé exerce son pouvoir par la voix et par le chant (aoidè) (Odyssée, XI, 221-228).
« Il vous faudra passer près des Sirènes. Elles charment tous le mortels qui les approchent. Mais bien fou qui relâche pour entendre leurs chants ! Jamais en son logis sa femme et ses enfants ne fêtent son retour : car, de leurs fraîches voix, les Sirènes le charment, et le pré, leur séjour, est bordé d'un rivage tout blanchi d'ossements et de débris humains » (Homère, Odyssée, XI).
Toujours chez Homère, les sirènes ont des pouvoirs magiques grâce à leurs chants (Odyssée, XII, 192-194).
Orphée aussi plie la nature, hommes, animaux, plantes par sa voix et ses chants.
"On voit souvent Orphée représenté en pierre ou en couleur ; il est assis au milieu de ses auditeurs dans l'attitude d'un homme qui chante, une lyre à la main ; il est entouré d'une foule d'animaux où l'on reconnaît un ours, un taureau, un lion et un représentant de chaque espèce" (Orphée, fragment 112 : Orphée. Poèmes magiques et cosmologiques, Les Belles Lettres, coll. Aux sources de la tradition, 1993, p. 22).
Les textes magiques grecs contiennent des charmes, qui, sans être des chants, tiennent leur pouvoir de sons, surtout de voyelles répétés, imitatives, évocatrices.
« La formule de contrainte (...). Prends un bloc carré de soude, écris dessus le grand nom, avec les sept voyelles. Au lieu du clappement de lèvres et du sifflement, dessine sur la première face du bloc d'alcali un crocodile à tête de faucon... Voici maintenant l'inscription sacrée à écrire sur le bloc de soude : 'Je t'invoque, toi qui es plus grand que tout... Je t'invoque, Maître, afin que tu m'apparaisses sous une forme bénéfique, parce que dan ston cosmos je sers ton envoyé Biathiarbar berbir schilatour bouphroumtrôm et ton dieu redoutable Danouph Chratôr Belphali Balbith Iaô. C'est par toi que se tiennent ensemble le Ciel et la Terre...' »(Papyri Graecae Magicae, Ier s. av.-Ve s.,, XIII, 1-136 : La monade, IVe s., trad. du grec Pascal Charvet et Anne-Marie Ozanam, La magie. Voix secrètes de l'Antiquité, Nil, 1994, p. 104-105).
Les Papyrus grecs magiques (Ier s. av. J.-C. - Ve s.) contiennent des textes souvent fondés sur les sons, des sons magiques, magiques par allitérations, répétitions, correspondances entre les voyelles et des forces de la nature, mots étrangers (hébreux, égyptiens) : bériambo, bériambébo... euphorba, phorba, phorboréou, borborpha erphor phorbaio. Figurent des noms de dieux étrangers (Adonaï...).
"Charme pour attirer à soi quelqu'un, sur de la myrrhe qu'on fait brûler. En la faisant brûler sur des charbons, prononce de manière pressante la formule. Formule : Tu es la myrrhe, l'amère, la difficile, la réconciliation des combattants, celle qui fait brûler et contraint à aimer ceux qui ne se soumettent pas à Érôs. (...) T'ayant adjurée, toi, je t'adjure maintenant encore, Adonaï [un des noms du Dieu juif], Barbar, Iaô, Zagourê, Harsamosi, Alaous et Salaos. Je t'adjure, toi, qui fortifies l'homme pour qu'il vive : écoute, écoute, Dieu grand, Adonaï Ethuia, engendré de toi-même, éternel dieu, Eionê, Iaô Aiô, Aiô, Phnéôs, Sphnintès, Arbathiaô, Iaô, Iaê, Iôa, Ai, toi qui es Ouêr, gonthiaôr, Raraêl, abra [quatre, en hébreu], abra, Soroormérphéergar, mar baphriouirinx, Iaô, Sabaoth, Maskelli Maskellô Amonsoé, Anoch, Rinch, phnoukéntabaoth, sousaé, Phinphésêch, maphirar, amourin, Ibanaoth, Arouêr, chnouph, Anoch, Bathi, ouch Iarbas, babaubar, Éloai [un des noms du Dieu juif] : conduis Une telle, fille d'Une telle, vers moi."
Les grimoires sont remplis de charmes, au sens de formules magiques.
Pour arrêter le sang qui coule des narines ou de quelque veine qu'il sorte, écris ces lettres sur le front du patient avec son propre sang : + [signe de croix] a + g + l + a, et dis ce charme : 'Notre Dame était assise sur un banc et tenait son cher fils en son devant. Vraie mère, vrai enfant, vraie veine, tiens ton sang ! Au nom de Jésus, je t'ordonne que plus une goutte ne sorte désormais.' Et que le patient dise trois Notre-Père et trois Ave-Maria avec celui qui récitera ce charme. on doit le réciter trois fois. Jamais il ne faut." (cité par Claude Lecouteux, Le livre des grimoires, Imago, 2008, p. 81).